# 吕河镇
吕河镇，是中华人民共和国陕西省安康市旬阳市下辖的一个行政建制镇。
2011年，陕西省人民政府调整全省乡镇，桂花乡并入。时桂花乡管辖梁河村、花坪村、秦家塔村、剥鹿沟村、梨树塔村、岩屋沟村、十八盘村、吴场村。

## 行政区划
吕河镇下辖以下地区：
双井社区、江家店社区、冬青树村、李家沟村、瓦房坡村、二佛寺村、田湾村、周家阳坡村、敖家院子村、梨河村、任家湾村、险滩村、梁河村、花坪村、秦家塔村、剥鹿沟村、梨树塔村、岩屋沟村、十八盘村和吴场村。